# Dorfkirche Schenkenhorst (Stahnsdorf)

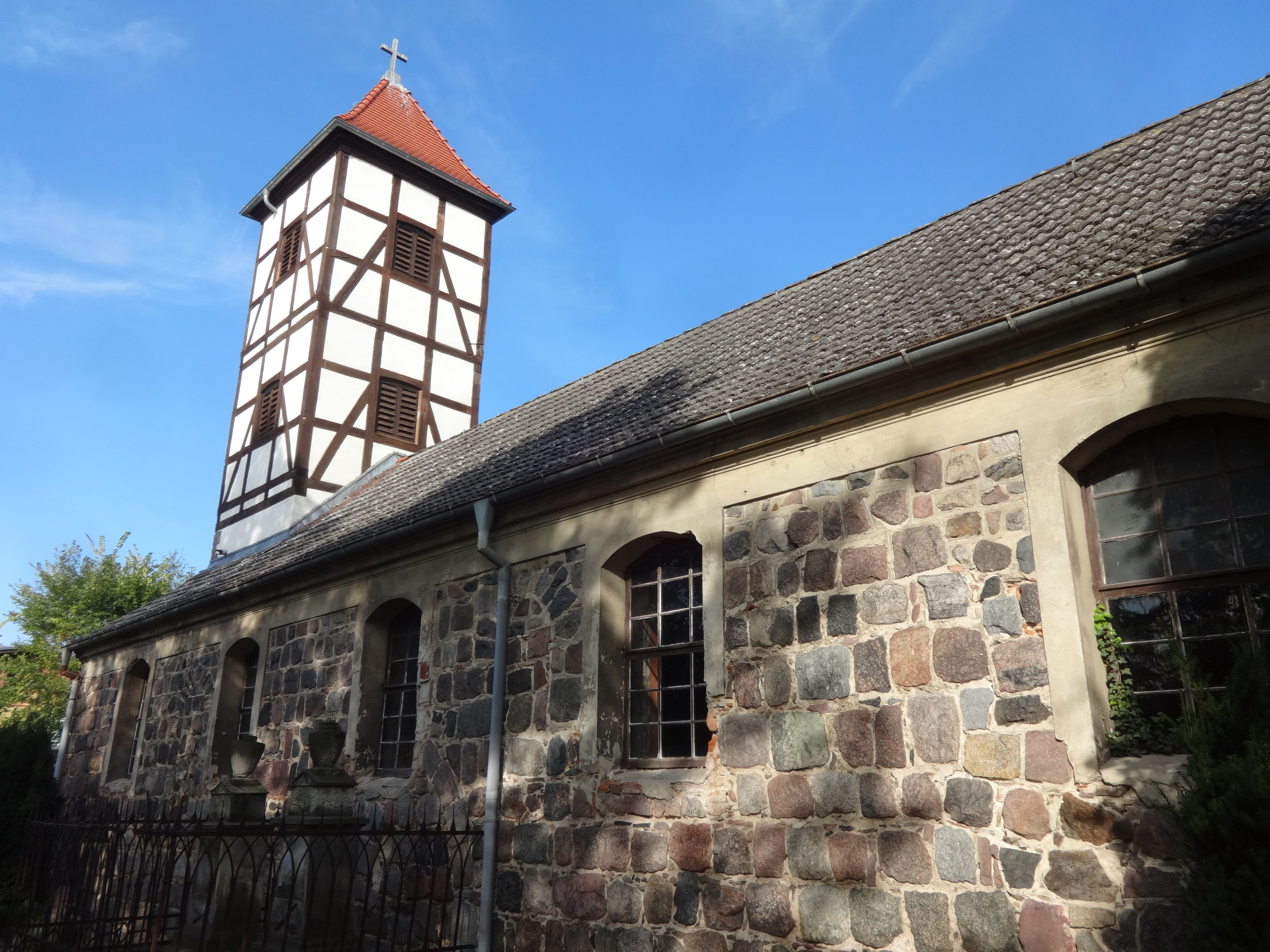
Dorfkirche Schenkenhorst

Die evangelische Dorfkirche Schenkenhorst ist eine Feldsteinkirche aus dem Ende des 13. Jahrhunderts in Schenkenhorst, einem Ortsteil der Gemeinde Stahnsdorf im Landkreis Potsdam-Mittelmark im Land Brandenburg. Die Kirchengemeinde gehört zum Kirchenkreis Teltow-Zehlendorf der Evangelischen Kirche Berlin-Brandenburg-schlesische Oberlausitz.

## Lage
Von Südwesten kommend führt die Nudower Dorfstraße in den Ort. Dort verläuft sie als Dorfstraße, um schließlich als Sputendorfer Landstraße in östlicher Richtung die Gemarkung zu verlassen. Das Bauwerk steht nördlich der Dorfstraße auf einem leicht erhöhten Grundstück, das mit ungleichmäßig geschichteten und nicht behauenen Feldsteinen eingefriedet ist.

## Geschichte
Der Sakralbau entstand zum Ende des 13. Jahrhunderts als Rechteckkirche. Engeser und Stehr vermuten, dass das Bauwerk auf der Südseite ursprünglich drei Fenster hatte, dazu ein spitzbogiges Westportal sowie eine Priesterpforte. Vermutlich im 16. Jahrhundert erweiterten Handwerker das Bauwerk um rund vier Meter nach Osten hin. Die östliche Wand erhielt dabei zwei Fenster. Zu einem bislang nicht bekannten Zeitpunkt wurden die Fenster barock vergrößert. 1793 ergänzte die Kirchengemeinde den Bau um den Westturm. Dessen Fachwerk wurde in den Jahren 1911 und 1912 erneuert. Zur gleichen Zeit erhielt die Kirche eine neue Ausstattung, zu der auch eine Ausmalung durch den Berliner Kirchenmaler Erich Kistenmacher gehörte. Im Ersten Weltkrieg musste die Kirchengemeinde im Zuge einer Metallspende des deutschen Volkes die 1825 und 1856 gegossenen Glocken abgeben. Nach 1941 ließ die Kirchengemeinde einen Anbau an der nördlichen Seite zunächst zurückbauen, um ihn in größeren Dimensionen wiederaufzubauen. 1960 erhielt der Kirchturm zwei neue Glocken; 1981 wurde er saniert.

## Baubeschreibung

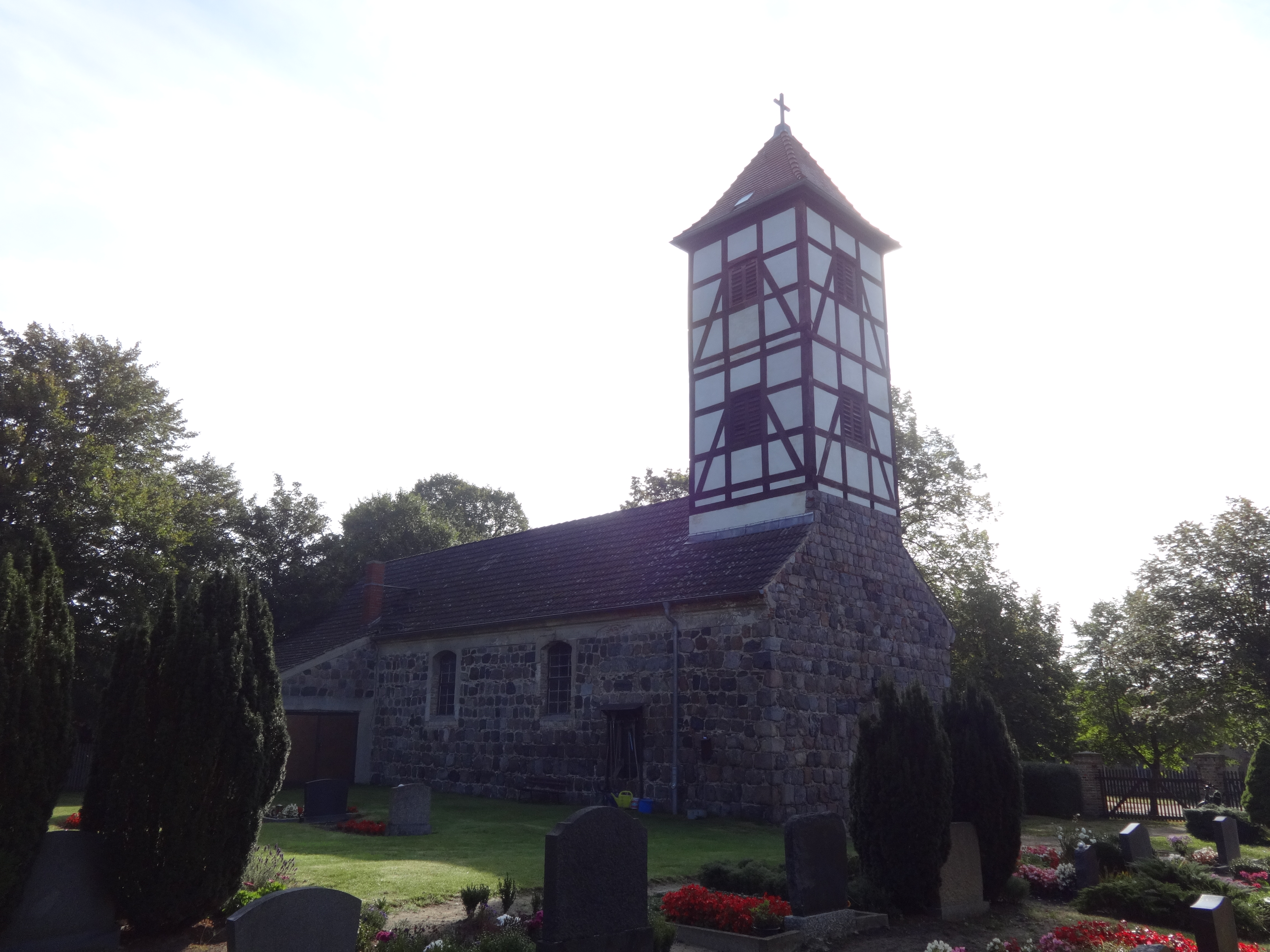
Ansicht von Nordwesten

Die Kirche wurde im Wesentlichen aus Feldsteinen errichtet, die behauen und weitgehend lagig geschichtet wurden. Der Chor ist gerade und nicht eingezogen. Dort sind an der Ostwand zwei bienenkorbförmige Fenster. Im darüberliegenden Giebel ist ein kleines, rechteckiges Fenster.
An der Südseite des Kirchenschiffs sind insgesamt fünf bienenkorbförmige Fenster vorhanden, deren Faschen durch einen Putz betont werden. Zwischen dem ersten und zweiten Fenster von Westen sind die Reste eines zugesetzten, spitzbogenförmigen Fensters erkennbar. Es wurde mit wenig behauenen Feldsteinen zugesetzt, die nicht geschichtet wurden. Die Reste eines weiteren Fensters sind zwischen dem dritten und vierten Fenster erkennbar. Links darunter sind die Bogensteine eines ebenfalls zugesetzten Südportals, die in das dritte Fenster hineinlaufen. An der Nordseite sind im westlichen Bereich zwei große Fenster sowie der rechteckige Anbau am Chor. In der Westwand des Anbaus ist ein großes Garagentor, an der Nordseite sind zwei rechteckige Fenster. Das Kirchenschiff ist mit einem Satteldach versehen, das am Anbau in ein Schleppdach übergeht.
Der Westturm nimmt im unteren Bereich die volle Breite des Kirchenschiffs auf. Er kann von Westen her über ein spitzbogenförmiges und einmal getrepptes Portal aus sorgfältig behauenen Randsteinen betreten werden. Im westlichen Giebel, der ebenfalls aus Feldsteinen errichtet wurde, verlaufen zunächst die Linien, um danach wieder mit lagig geschichteten, wenn auch kleineren Steinen einen Übergang zum Turmaufsatz zu finden. Dieser wurde aus Fachwerk mit einem Gefach aus schwarzem Holz errichtet; die Zwischenräume sind hell verputzt. In dem zweigeschossigen Aufsatz ist an jeder Seite und in jedem Geschoss je eine rechteckige Öffnung bzw. Klangarkade. Darüber ist ein Pyramidendach, das mit einem Kreuz abschließt. Engeser und Stehr geben als Gesamtlänge des Bauwerks 21,40 Meter bei einer Breite von 7,55 Metern an.

## Ausstattung
Der Altar, die Kanzel sowie das Prospekt der Orgel gelangten 1913 in die Kirche. Aus dieser Zeit stammt auch die Ausmalung. Im Bauwerk steht ein als Relief ausgeführtes Epitaph, das an den 1567 verstorbenen Ritter Jakob Grote erinnert. Das Bauwerk hat ein Tonnengewölbe mit Unterzügen.
Vor der Südwand des Kirchenschiffs befindet sich ein Urnengrabdenkmal, das an die 1800, 1808 bzw. 1820 verstorbenen Angehörigen der Familie Treplin erinnert.
Nördlich steht auf dem Grundstück ein Denkmal für die Gefallenen aus dem Zweiten Weltkrieg; südlich vor dem Gelände ein aus Findlingen gruppiertes Denkmal für die Gefallenen aus dem Ersten und Zweiten Weltkrieg.